# Marco Incagnoli
Marco Incagnoli (Roma, 29 maggio 1950) è un direttore della fotografia italiano.

## Biografia
Nato a Roma, Marco Incagnoli è stato direttore della fotografia RAI di molti programmi televisivi di culto della seconda metà degli anni ottanta. Si ricordano Mixer, Domenica in, Telefono giallo e Chi l'ha visto.
Nel 2000 è stato direttore della fotografia del celebre programma televisivo Grande fratello, della sitcom Camera caffè e del programma culinario Cucina con Ale.
È docente di Tecnica della ripresa cinematografica e televisiva presso la scuola del Centro sperimentale di cinematografia di Roma.

## Filmografia parziale
- Mixer, regia di S. Spina (1980)
- Telefono Giallo, regia di Adriana Borgonovo (1987)
- Chi l'ha visto?, regia di Eros Macchi (1989)
- Domenica In, regia di Simonetta Tavanti (1993–1996)
- Grande Fratello, regia di Fosco Gasperi (2000/2004)
- Camera Café, regia di Fabrizio Gasparetto (2003)
- Passerotti o pipistrelli?, regia di Vincenzo Salemme (1995)
- Lapin Lapin, regia di Pamela Villoresi (1995)
- La Strana Coppia, regia di Marco Mattolini (1996)
- Paint your life, regia di Giorgio D'Introno (2006–2012)
- La Dolce Via, regia di Ugo Gregoretti (2008)
- Per tutta la vita, regia di Giancarlo Nicotra (1997)
- Mixer Cultura, regia di Andrea Bevilacqua (1984)
- Babele, regia di Patrizia Belli (1990)
- Gianni Morandi, regia di Riccardo Donna (1996)
- In cucina con Ale, regia di Giorgio D'Introno (2011–2012)
- Bachelor, regia di Christophe Sanchez (2003)
- La Ricotta, regia di Carlo Lizzani (2006)
- Moby Dick, regia di Stefano Vicario (1997–1998)
- La Tana del Bianconiglio, regia di Linda Parente (2011)
- David di Donatello, regia di Fulvio Angiolella (1996)
- Dietro la Porta, regia di Walter Croce (2021)